# Batalla de les Bauches
La batalla de les Bauches va tenir lloc el 2 de setembre de 1794 durant la guerra de Vendée. Acaba amb la victòria dels republicans que repel·liren un intent d'atac dels Vendéans contra el camp de la Roullière.

## Procés
El 2 de setembre, els Vendéans de la divisió de Montaigu, comandats per Pierre Rezeau, van intentar un atac contra el camp de La Roullière, prop de Sorinières, aleshores retingut per aproximadament 600 a 800 homes. Tanmateix, van ser sorpresos de camí al poble de Grandes Bauches, a la vora del bosc de Touffou, per les tropes de la guarnició del campament comandada pel general Jacob que van passar per allí. Els Vendéans van ser empesos enrere i van fugir vers al bosc. Les seves pèrdues van ser de 32 morts.

El 3 de setembre, a Fontenay-le-Comte, el general Vimeux va escriure en el seu informe al Comitè de Seguretat Pública que
| « | "Els bandolers van atacar ahir el camp de La Roullière, comandat pel general Jacob, i el de Chiché, comandat pel general Legros. Van ser rebutjats i perseguits en els dos punts." | » |